# Antonia Klugmann
Pour les articles homonymes, voir Klugmann.
Antonia Klugmann, née le 2 septembre 1979 à Trieste, est une cheffe italienne, propriétaire du restaurant une étoile L'Argine a Vencò.

## Biographie
Antonia Klugmann est née à Trieste en Italie en 1979. Son père est originaire de Suisse. Après un baccalauréat littéraire elle s’inscrit en droit à l’université de Milan, études juridiques qu’elle abandonne trois ans plus tard pour se lancer dans la cuisine.
Pendant quatre ans, elle travaille et fait ses classes comme apprentie dans différents restaurants du Frioul-Vénétie Julienne et de Vénétie. En 2005 un grave accident de la route stoppe ce début de carrière et la contraint à rester à la maison pendant près d’un an. En 2006 elle ouvre l’Antico Foledor Conte Lovaria un restaurant dans la province d’Udine.
Après cinq ans, Antonia Klugmann décide d’acquérir un terrain dans la région du Collio pour y construire son nouveau restaurant. Durant les quatre années nécessaires à ce projet, elle travaille comme chef à Venise, d’abord au restaurant Il Ridotto puis à Venissa.
Fin 2014, L’Argine a Vencò ouvre ses portes. Moins de six mois plus tard, l’édition 2015 du guide Michelin lui accorde sa première étoile. Le restaurant se trouve sur la commune de Dolegna del Collio dans le hameau de Vencò, il se situe à quelques kilomètres de la frontière slovène. Son nom signifie littéralement « la digue à Vencò » puisque le restaurant est un ancien moulin à eau du XVIIe siècle bordé par la rivière Judrio, un affluent de la Natisone.
En 2017, Antonia Klugmann est le quatrième membre du jury de l’émission MasterChef Italia, aux côtés de Joe Bastianich, Antonino Canavacciuolo et Bruno Barbieri.

## Cuisine
Antonia Klugmann propose une cuisine personnelle marquée par la saisonnalité et caractérisée par la forte présence des végétaux dans sa cuisine (légumes, fruits, herbes),.

## Prix et reconnaissances
Venissa (Venise) 
- 1 étoile au guide Michelin (2014)

L'Argine a Vencò (Dolegna del Collio) 
- 1 étoile au guide Michelin (2015)
- 4 toques au guide de L'Espresso (2019)
- 2015 - Nouveauté de l'année guide Gambero Rosso
- 2016 - Meilleure femme chef guide Identità Golose
- 2017 - Meilleure femme chef guide de L'Espresso

## Publications
- Antonia Klugmann, Di cuore e di coraggio. La mia storia, la mia cucina, 2018, 1re éd. (ISBN 978-88-09-86236-4)

## Télévision
Sauf indication contraire, les informations mentionnées dans cette section peuvent être confirmées par la base de données cinématographiques IMDb,  présente dans la section « Liens externes ».
- The Mind of a Chef (PBS, 2015) : invitée
- MasterChef Italia (Sky Uno, 2017-2018) : juge
- MasterChef All Stars Italia (Sky Uno, 2018) : invitée
- Master of Photography (Sky Arte, 2019) : invitée
- Le Ragazze (Rai 3, 2019) : invitée